# Bjarne Riis
Bjarne Lykkegård Riis (Herning, 3 de abril de 1964), apelidado de a Águia  de Herning (em dinamarquês:  Ørnen fra Herning), é um ex-ciclista profissional dinamarquês que competia em provas de ciclismo de estrada e que tem como principal destaque em sua carreira a vitória no Tour de France de 1996. Entre outros feitos destacam-se também a vitória na Amstel Gold Race de 1997 e vários campeonatos nacionais dinamarqueses, além de vitórias em etapas do Giro d'Italia.
Atualmente ele é proprietário e dirigente da equipe dinamarquesa do UCI ProTour Team Saxo Bank, que até 2008 chamava-se Team CSC.
Em maio de 2007, ele admitiu o uso de substâncias proibidas quando competiu no Tour de France de 1996, do qual sagrou-se vencedor, e devido a este fato a organização deixou de considerá-lo vencedor da prova. Em 2008 os organizadores voltaram a exibir seu nome na lista de vencedores do Tour de France e, além disso, a União Ciclistica Internacional não retirou seu título, uma vez que, segundo suas regras, o período limite de dez anos já havia decorrido.